# Champagne Krug
Pour les articles homonymes, voir Krug.
Le Champagne Krug est une maison de champagne basée à Reims. La maison est fondée en 1843, par Johann-Joseph Krug, originaire de Mayence, alors sous administration française. C'est une marque de la société MHCS (groupe LVMH).

## Histoire
Johann-Joseph Krug fonde la Maison Krug en 1843,. Fils de boucher, Johann-Joseph Krug naît à Mayence, alors sous contrôle de l'Empire français, en 1800. Il abandonne son premier prénom Johann et quitte Mayence en 1824. Il s'installe à Paris en 1834 qu'il quitte rapidement pour rejoindre la maison de Champagne Jacquesson à Châlons-sur-Marne. Il passe huit ans au service de cette maison, d'abord en tant que comptable puis en tant que goûteur Il se marie, en 1841, avec Emma-Anne Jaunay, belle-soeur d'Adolphe Jacquesson.
Krug et Cie est créée en 1843 avec un associé commanditaire et ami de Johann-Joseph Krug, Hyppolite de Vivès,. Joseph, parlant couramment le français, l'anglais, l'allemand et, à moindre mesure, le russe permet au groupe de se développer à l'échelle internationale.

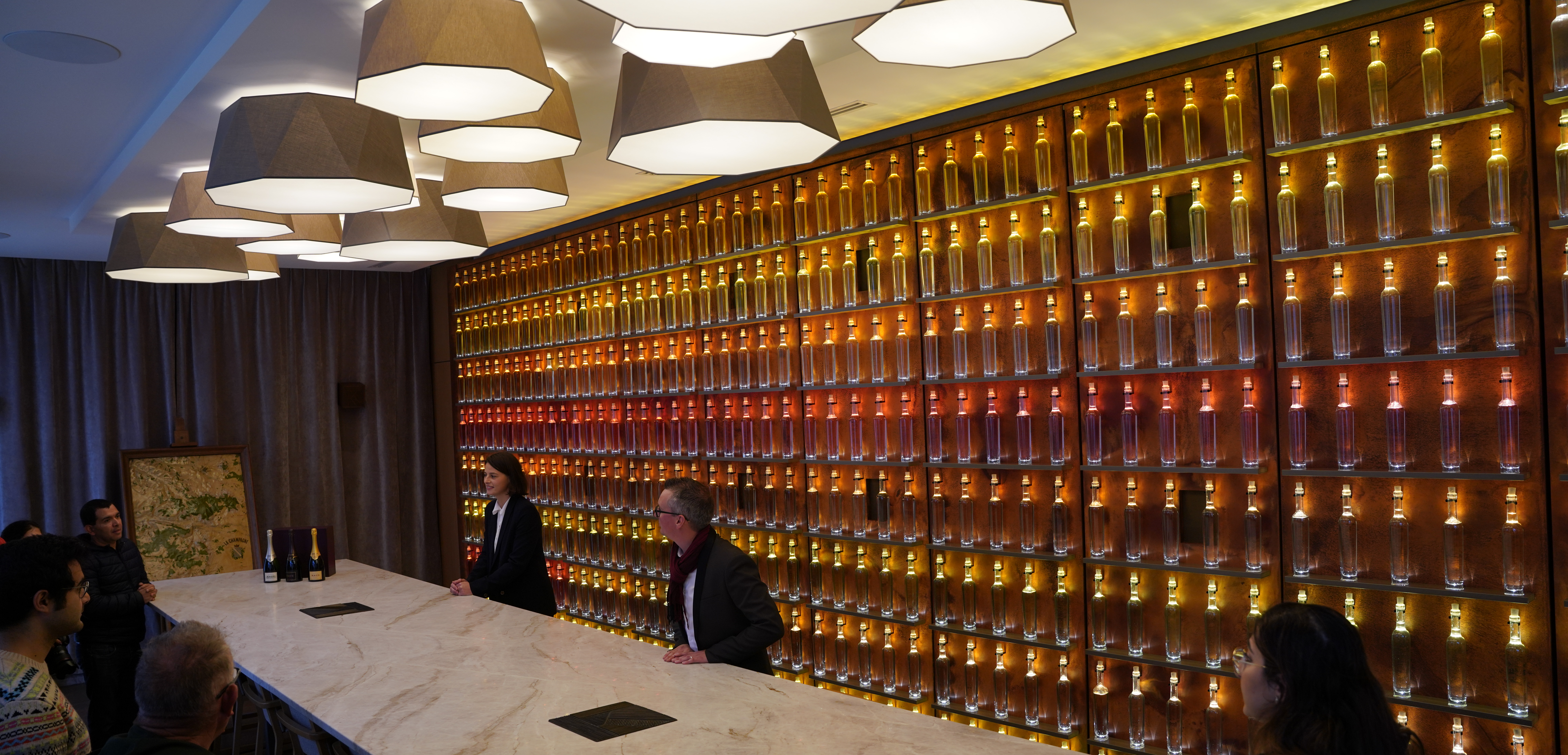
Salle de dégustation et d'assemblage.

Joseph décède en 1866 et la succession au sein du groupe Krug & Cie est assurée par son fils Paul.
Paul Krug est le fils unique du couple Krug-Jaunay. Caves et bureaux sont à Reims. C'est sous la direction de Paul Krug que la maison Krug connaît un développement commercial significatif. En 1868, Paul Krug épouse une Normande, Caroline Harlé, avec qui il a dix enfants.
La renommée de la maison est véritable à compter des années 1880. À la mort de Paul en 1910, son fils aîné Joseph Krug II, associé à la direction depuis quelques années, lui succède. Il épouse en 1904 la petite nièce de l'éditeur Pierre Larousse, Jeanne Hollier-Larousse. C'est son épouse, Jeanne, qui dirige la maison lors de la captivité de Joseph II durant la Première Guerre mondiale, tout en étant infirmière bénévole à la Société française de secours aux blessés militaires. À la fin de la guerre, en 1924, le neveu de Joseph II, Jean Seydoux, devient associé au groupe. C'est dans les années 1920 que sont créées les cuvées Vintage 1926 et 1928 considérées comme faisant partie des meilleurs champagnes. Au milieu des années 1930, Paul Krug II, fils de Joseph II, commence sa carrière au sein de la maison familiale et en prend la tête de 1959 à 1977.

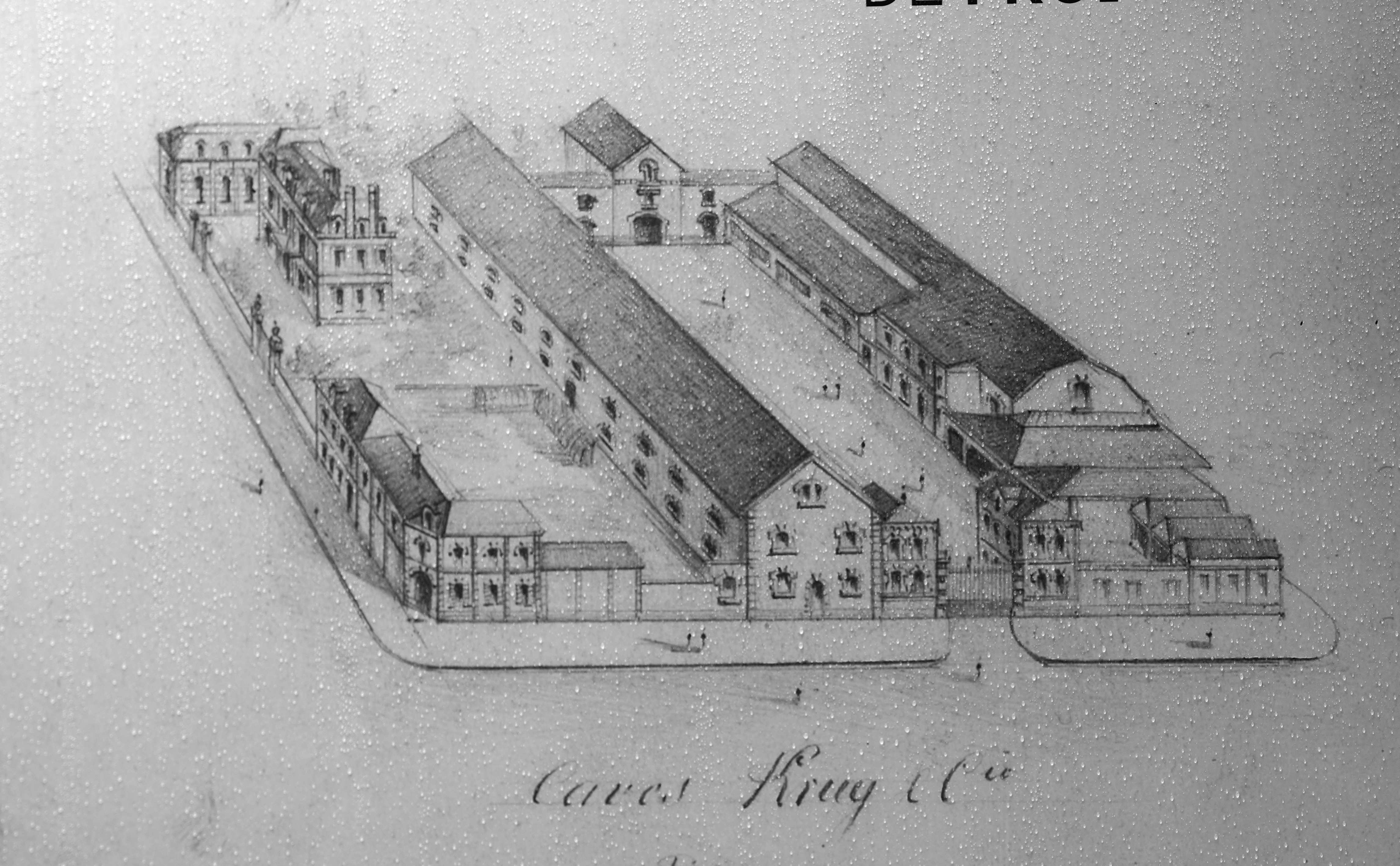
La maison familiale Krug et les bâtiments d'expédition.

En 1962, Henri, fils de Paul II, rejoint également la direction de l'entreprise, trois ans après son frère Rémi. Les deux frères Henri et Rémi Krug dirigent la maison jusqu'au départ à la retraite d'Henri en 2002 et de Rémi en 2007, restant en place quelques années tout en n'étant plus propriétaires de la maison. Le fils de Henri Krug, Olivier Krug, reste membre ou proche de la direction de l'entreprise pendant plusieurs années.
Cette maison, acquise en effet dans un premier temps par Rémy Cointreau dans les années 1970, est achetée en 1999 par le groupe de luxe LVMH,, pour renforcer ce groupe sur le segment des champagnes haut de gamme.

## Spécificité

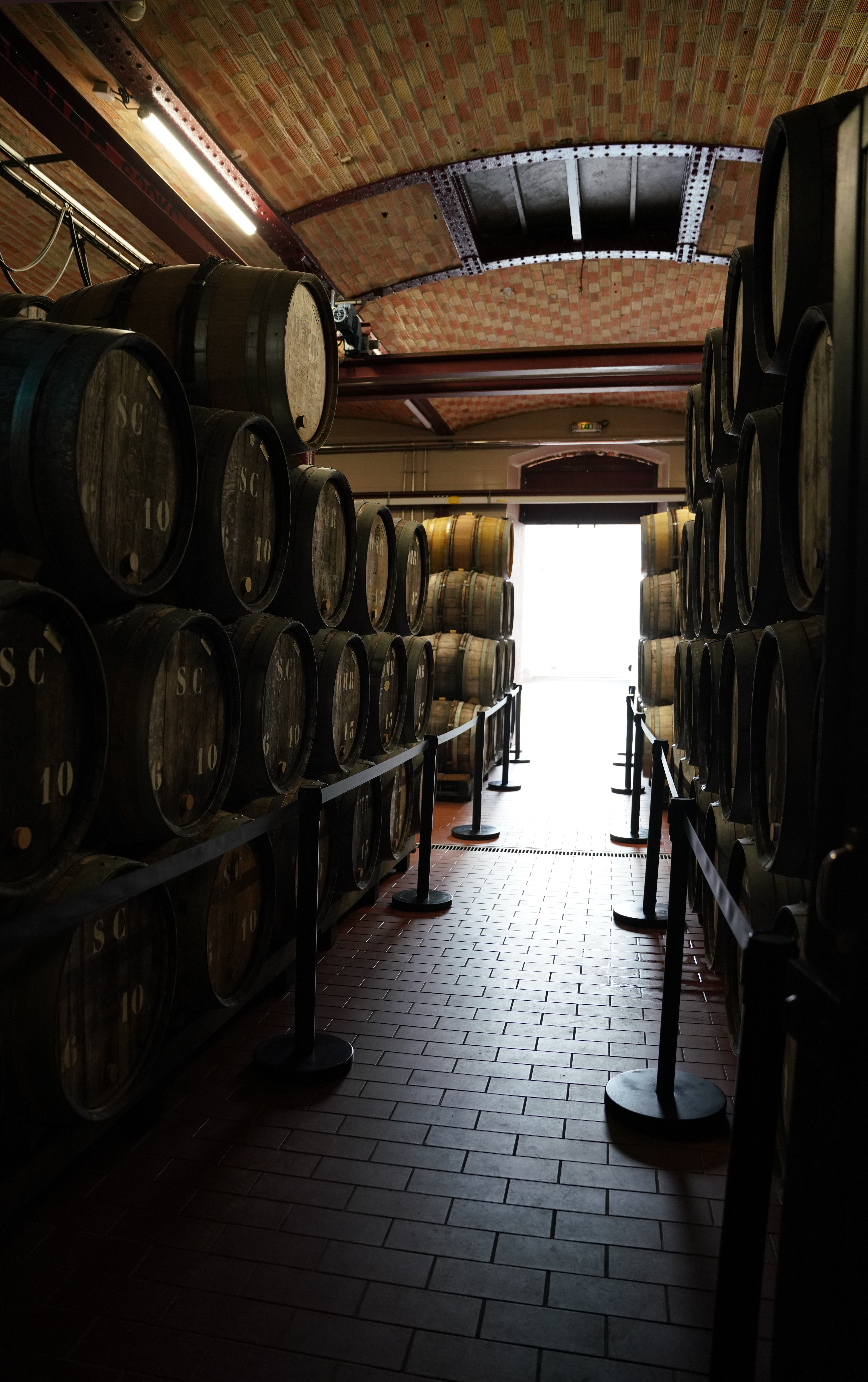
Vieillissement en fûts.

Parmi les principales techniques utilisées, on trouve la vinification sous bois dans des petits fûts de 205 litres fabriqués avec du chêne de la forêt d'Argonne. Âgés en moyenne de trente-cinq ans, les tonneaux sont entretenus par les tonneliers de la maison et réutilisés d'une année sur l'autre. Selon le chef de cave : « La longévité de nos champagnes est intimement liée au séjour qu'ils effectuent dans les fûts. »
Les champagnes Krug ne sont commercialisés qu'à maturité, avec plusieurs années de vieilissement. Le chef de cave fait aussi appel à l'art de l'assemblage de nombreux vins de parcelles et d'années de vinification différentes, pour obtenir le goût de ce champagne.

## Cuvées

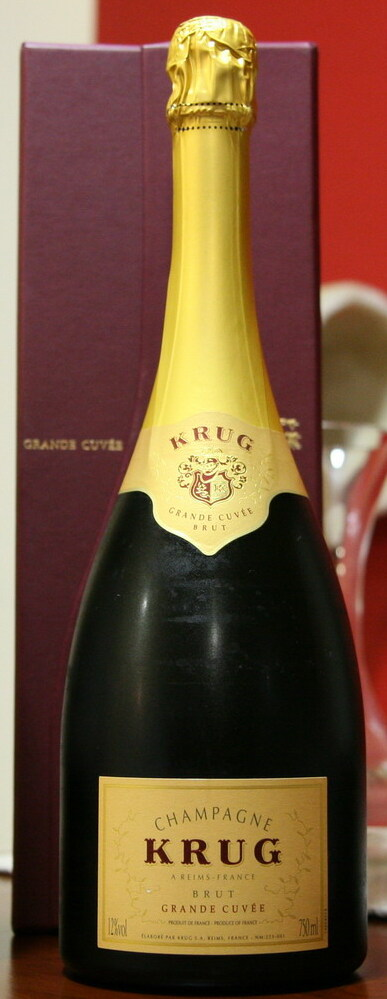
Grande cuvée.

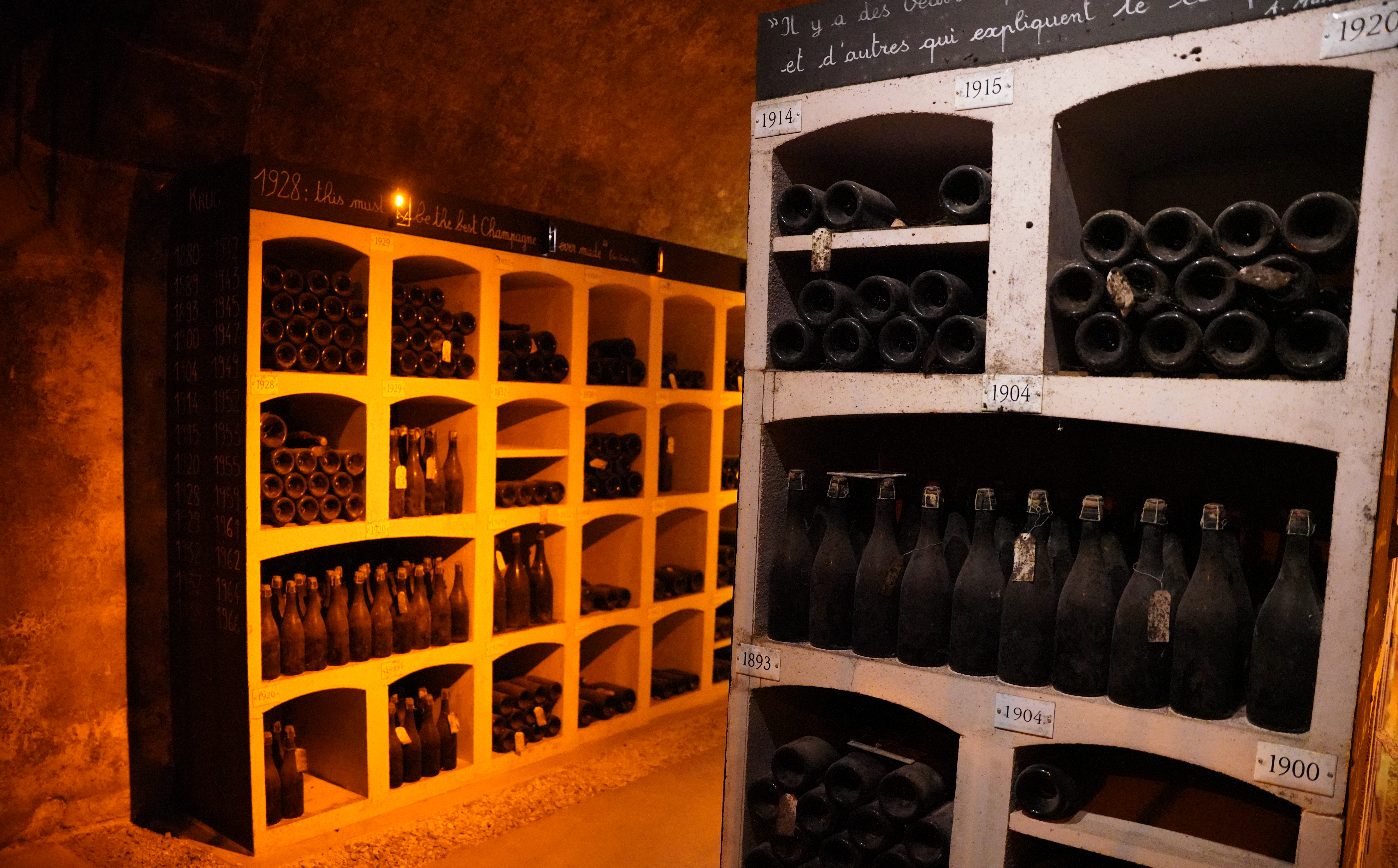
Collection de bouteilles de champagne anciennes.

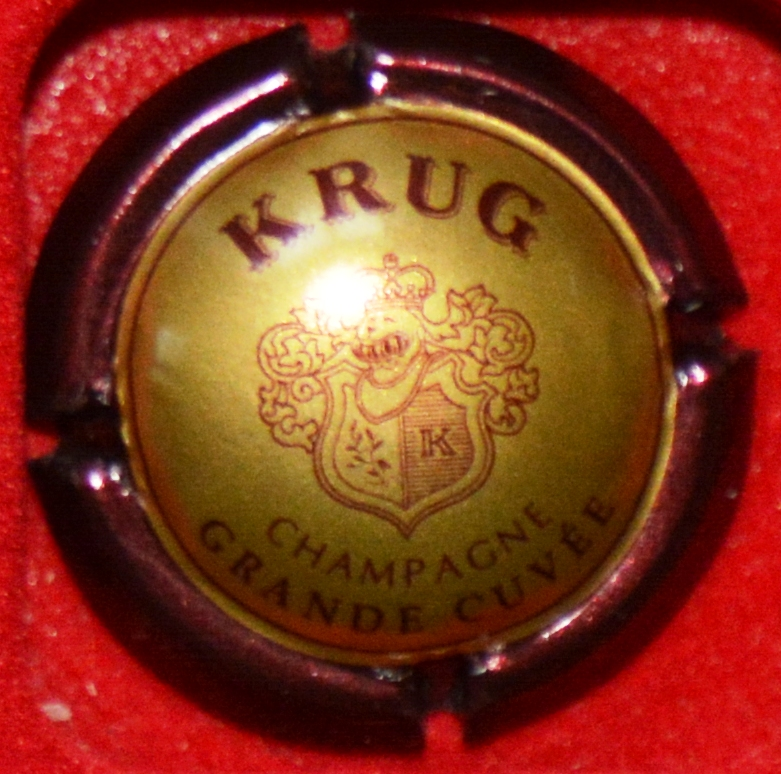
Capsule de la Grande Cuvée.

- Grande Cuvée : elle constitue la plus grande partie de la production[3]. Elle n'est pas millésimée[3]. Elle est composée en moyenne de cent vingt vins différents[3], dont 30 % à 50 % de vins de réserve, âgés d'un à quinze ans.
- Krug Rosé : champagne rosé de production récente décrit par la maison comme "gastronomique".
- Krug Millésimé : produit lors d'années mémorables.
- Krug Collection : Krug millésimé mais dégorgé récemment. Le dernier millésime produit est le 1982.
- Krug Clos du Mesnil : Blanc de Blancs issu d'une parcelle unique au Mesnil-sur-Oger, acquise en 1971[10]. Le premier millésime date de 1979.
- Krug Clos d'Ambonnay : Blanc de Noirs issu d'une parcelle de pinot noir à Ambonnay, acquise en 1994[11]. Ce champagne est produit en plus petite quantité encore que le Clos du Mesnil (entre 200 et 300 caisses). Le premier millésime, 1995, est sorti en 2007[11].

## Controverse
En 2011, la campagne marketing de Krug qui tentait d'utiliser le Burning Man comme support promotionnel s'est retournée contre la marque quand l'affaire a été révélée au public sur le site du festival.
L'événement se voulant «décommercialisé» (pas d'argent, pas de sponsors, pas de publicité et donc... pas de lancement de produit), l'équipe de Krug s'est fait passer pour un groupe de festivaliers organisant un repas d'anniversaire, alors qu'elle était en réalité filmée et photographiée pour la marque pour faire sa promotion dans la presse et sur le web. Tout cela en violation de nombreux principes du festival tant d'un point légal (publication de photographies non autorisées) qu'éthique, puisque tout a été abandonné sur place en totale contradiction avec le principe leave no trace (ne laisser aucune trace) que les festivaliers s'engagent à respecter.